# Taisei Katō
Taisei Katō (japanisch 加藤 大晟 Katō Taisei; * 6. September 2002 in Nara, Präfektur Nara) ist ein japanischer Fußballspieler.

## Karriere
Taisei Katō erlernte das Fußballspielen in der Schulmannschaft der Hamamatsu Kaiseikan High School (englisch für die 浜松開誠館高等学校 Hamamatsu Kaiseikan kōtō gakkō) sowie in der Universitätsmannschaft der Sportuniversität Kanoya. 2024 wurde er von der Sportuniversität an den Zweitligisten Iwaki FC ausgeliehen. Sein Zweitligadebüt gab Taisei Kato am 4. August 2024 (25. Spieltag) im Heimspiel gegen Blaublitz Akita. Bei dem 2:0-Heimsieg wurde er in der 61. Minute für Jun Nishikawa eingewechselt. 2024 bestritt er für den Verein aus Iwaki vier Zweitligaspiele. Im Februar 2025 wurde er fest von Iwaki unter Vertrag genommen.